# 大!天才クエスト
大!天才クエスト（DAI! TENSAI QUEST、だいてんさいクエスト）は2011年から2013年にかけて放送された『大!天才てれびくん』の特別企画シリーズ。

## 概要
『大!天才てれびくん』における司会者とてれび戦士全員参加のゲーム企画。出川哲朗率いる男性チームと鈴木あきえ率いる女性チームの対抗戦。毎年9月に放送され、勝利チームへのご褒美を含めて月曜から木曜までの1週4回で完結する。
大!天才クエストシリーズには芸能事務所に所属していない小中学生が多数出演しており、撮影地と同一県内のスポーツクラブに所属する小中学生がゲームの敵役「子どもモンスター」として活躍。一般公募の「アナウンサー」が2日目と3日目の進行アナウンスを担当。2日目の商店街のエキストラは地元の人たち（大人の店員を含む）で構成される。
2011年度と2012年度は番組本編の舞台設定「大天才テレビジョン」と連動しているが、2013年度は「大天才王国」が舞台となり、前2作や番組本編とは異なる世界の設定となっている。

## トロピカル社員旅行争奪 大!天才クエスト
トロピカル社員旅行争奪 大!天才クエスト（DAI! TENSAI QUEST、トロピカルしゃいんりょこうそうだつ だいてんさいクエスト）は2011年9月5日から2011年9月7日まで『大!天才てれびくん』で放送された特別企画。2011年9月8日に放送された「トロピカル社員旅行 in 沖縄」についても本項で解説する。

### 出演者
- ゲームマスター（司会）
  - 辻よしなり
- 出川チーム（青）
  - 出川哲朗
  - 矢部昌暉、浅賀玲音、長江崚行、椋木マルティン、勝隆一、島田太一
- あきえチーム（赤）
  - 鈴木あきえ
  - 木島杏奈、寺田朱里、鎮西寿々歌、ファデン咲美亜、岡田結実、延命杏咲実
- 大天才テレビジョンアナウンサー
  - 国領沙耶（中学2年生）
  - 藤巻莉奈（中学2年生）
- ドラマ・大天才テレビジョン
  - 会長：斎藤洋介
- 声の出演
  - ナレーション：垂木勉

### 舞台
大天ワールド
「大!天才クエスト」の撮影地は千葉県。
大天フォレスト
千葉県船橋市 千葉県立船橋県民の森
大天タウン
千葉県千葉市花見川区 さつきが丘商店街
大天村
千葉県印旛郡栄町 千葉県立房総のむら

### プロローグ
大天才テレビジョンの会長は出川特命Pと鈴木APを呼び出し、労いの言葉をかける。会長からトロピカルな社員旅行プレゼントされるが、予算がないため全員がいけるわけではない。そこで「社員旅行を奪い合う、視聴者を巻き込んだスペシャルな企画」を行うことに。

### STAGE1 大天フォレストで“ネオ円”を稼げ!
2011年9月5日（月曜）。同日に放送されたその他のコーナーは「MTK ミュージックてれびくん」「大天才テレビジョン アニメ制作部」「乗りすけさん」。
大天フォレスト（千葉県立船橋県民の森）でのミッションは大天ワールドの通貨「ネオ円」を稼ぐ。
色付きコーン集め
大天フォレストに設置された色つきのコーンを集めていく。コーンは黄色と緑色があり、黄色は1000ネオ円、緑色は2000ネオ円。コーンは各チーム3つまでしか持つことができず、4個目を見つけた場合は手持ちのコーンのうち1つと入れ替える。最終的に集めたコーンの色に応じてネオ円を獲得。
| チーム | コーン | 賞金 |
| ------ | ------ | ---- |
| 出川   | 黄緑緑 | 5000 |
| あきえ | 緑黄黄 | 4000 |
スモウモンスター
北の広場（運動公園）にスモウモンスター「柏市相撲スポーツ少年団」があらわれた。
バトル「ガチズモウ」賞金3000ネオ円。仕切り線が偏っているスペシャルハンデ付き土俵で両チーム3人ずつがモンスターに挑む。
| 男子           | 男子     | 男子         | 男子           | 男子         | 男子 |
| モンスター     | 決まり手 | 出川チーム   | 出川チーム     | 出川チーム   |      |
| -------------- | -------- | ------------ | -------------- | ------------ | ---- |
| 手計富士紀 小6 | 押し出し | ●            | 出川哲朗       | 47歳         |      |
| 手計富士紀 小6 | 送り出し | ●            | 長江崚行       | 中1          |      |
| 手計富士紀 小6 | 吊り出し | ●            | 矢部昌暉       | 中2          |      |
| 手計富士紀 小6 | 突き出し | ●            | 椋木マルティン | 小5          |      |
| 女子           |          |              |                |              |      |
| モンスター     | 決まり手 | あきえチーム | あきえチーム   | あきえチーム |      |
| 奥富夕夏 中1   | 上手投げ | ●            | 寺田朱里       | 中1          |      |
| 奥富夕夏 中1   | 寄り切り | ●            | 鎮西寿々歌     | 中1          |      |
| 奥富夕夏 中1   | 上手投げ | ●            | 木島杏奈       | 中2          |      |
出川哲朗はエキシビジョンマッチ。両チームともスモウモンスターに全敗のため獲得賞金なし。
スパイダーモンスター
クモのあそびば（フィールドアスレチック）にスパイダーモンスターがあらわれた。
バトル「アスレチックリレー」賞金3000ネオ円。スパイダーモンスターが出した記録を上回ることができれば賞金を獲得できる。
| チーム     | 前半           | 前半 | 後半     | 後半 | タイム    |
| ---------- | -------------- | ---- | -------- | ---- | --------- |
| モンスター | 菊沢紗         | 小3  | 二宮凜   | 小3  | 0分37秒60 |
| 出川       | 勝隆一         | 小5  | 浅賀玲音 | 中1  | 1分20秒81 |
| あきえ     | ファデン咲美亜 | 小6  | 岡田結実 | 小5  | 0分50秒19 |
両チームともスパイダーモンスターの出した記録を上回れなかったが、ゲームマスターの裁定で出川チームより早かったあきえチームが3000ネオ円を獲得。
ネイチャーモンスター
バトル「自然クイズ」
- 問1 広場にあるノウサギのふんを探せ
- 問2 木の皮は何のためにはぎとったのか?
- 問3 これは何の木の実なのか?

| チーム     | 代表者     | 代表者 | 獲得賞金 | 獲得賞金 | 獲得賞金 |
| ---------- | ---------- | ------ | -------- | -------- | -------- |
| モンスター | 坂本遼季   | 小6    | 問1      | 問2      | 問3      |
| 出川       | 島田太一   | 小5    | 3000     | 3000     | 0000     |
| あきえ     | 延命杏咲実 | 小2    | 0000     | 0000     | 5000     |
獲得所持金
| チーム               | 出川  | あきえ |
| STAGE1 合計          | 11000 | 12000  |
| -------------------- | ----- | ------ |
| 色付きコーン集め     | 05000 | 04000  |
| スモウモンスター     | 00000 | 00000  |
| スパイダーモンスター | 00000 | 03000  |
| ネイチャーモンスター | 06000 | 05000  |

### STAGE2 大天タウンでアイテムを買え!
2011年9月6日（火曜）。同日に放送されたその他のコーナーは「MTK ミュージックてれびくん」「どうぶつ飼いたい!百科」。
大天タウン（さつきが丘商店街）でのミッションは獲得したネオ円を使って「冒険のアイテム」を買い集める。
冒険のアイテムは全部で10種類。次のステージで使うことができるが中にはハズレがある。買い物は2人1組で行う。制限時間は1組につき20分。緑のTシャツを着た「街の人たち」がどんなアイテムを買えばいいのかヒントをくれる。
1組目
- 出川チーム（浅賀玲音、勝隆一）
街の人「書物の森には社員旅行への近道がある」
書店で「ヒントの書（黄）〔宝の地図2枚〕」を10000ネオ円で手に入れた。
- あきえチーム（鎮西寿々歌、延命杏咲実）
街の人「洗濯物をかけて干す竿を手に入れよ」
道具店で「物干し竿」を3000ネオ円で手にいれた。
- 出川チーム（浅賀玲音、勝隆一）
困っている人「カゴから落としたボールを拾って」5000ネオ円をゲットした。
街の人「長い手袋が活躍するお店に行きなさい」
生花店で「長手袋」を2000ネオ円で手に入れた。
- あきえチーム（鎮西寿々歌、延命杏咲実）
街の人「乾電池を電源とする携帯用の小型電灯を手に入れよ」
道具店で「懐中電灯」を1000ネオ円で手に入れた。
- 出川チーム（浅賀玲音、勝隆一）
10000ネオ円の「自転車」を偶然見つける。勝隆一「いるかもしれないけどお金がない」

2組目
- あきえチーム（木島杏奈、ファデン咲美亜）
困っている人「大量の本を運んで」5000ネオ円をゲットした。
- 出川チーム（矢部昌暉、椋木マルティン）
街の人「鶏肉を小麦粉や片栗粉を軽くまぶして油で揚げたものを手に入れ食べてみよ」
精肉店で「とりのからあげ」を1000ネオ円で手に入れた。
〔ハズレアイテム〕からあげはおいしいが食べたらなくなった。
- あきえチーム（木島杏奈、ファデン咲美亜）
街の人「糸を切るシザースを手に入れよ」
手芸店で「糸切りばさみ」を3000ネオ円で手に入れた。
- 出川チーム（矢部昌暉、椋木マルティン）
困っている人「自転車の空気を入れて」7000ネオ円をゲットした。
- あきえチーム（木島杏奈、ファデン咲美亜）
街の人「幸運はクッキーの中に入っている」
クッキー店で「フォーチュンクッキー5枚」を5000ネオ円で手に入れた。
アナウンス「あきえチームがフォーチュンクッキーを5枚買って食べています」
5枚とも幸運が入っておらず「フォーチュンクッキー1枚」を1000ネオ円で追加購入。
フォーチュンクッキーの中に入っていた「宝の地図1枚」を手に入れた。

3組目
- あきえチーム（寺田朱里、岡田結実）
街の人「ライド ア バイシクル」
- 出川チーム（長江崚行、島田太一）
自転車店で「自転車」を10000ネオ円で手に入れた。
困っている人「カゴから落としたボールを拾って」5000ネオ円で手に入れた。
困っている人「大量の本を運んで」5000ネオ円で手に入れた。
- あきえチーム（寺田朱里、岡田結実）
自転車店で「自転車」を購入しようとするも売り切れていた。
困っている人「カゴから落としたボールを拾って」5000ネオ円で手に入れた。
- 出川チーム（長江崚行、島田太一）
街の人「かわやの中ではくものを手に入れよ」
靴屋で「サンダル2足」を4000ネオ円で手に入れた。
街の人「犬のいるお店で髪を洗え」
理容室で「島田太一の洗髪」を3000ネオ円で手に入れた。
〔ハズレアイテム〕島田のさっぱり頭を手に入れた。
- あきえチーム（寺田朱里、岡田結実）
困っている人「自転車の空気を入れて」7000ネオ円をゲットした。
街の人「書物の森には社員旅行への近道がある」
書店で「ヒントの書（緑）〔宝の地図2枚〕」を10000ネオ円で手に入れた。

### STAGE3 大天村でお宝を探せ!
2011年9月7日（水曜）。同日に放送されたその他のコーナーは「MTK ミュージックてれびくん」のみ。
大天村（千葉県立房総のむら）でのミッションは村内に隠された7個の「大江戸ボール」を探す。
バトルイベントとして、俊足モンスター「市原アスレチッククラブ〔小学6年〕（男子3人、女子3人）」が鬼ごっこを仕掛ける。捕まるとスタート地点にある檻に3分間拘束される。
出川チームには5分間モンスターの動きを止める「魔法の杖」、あきえチームには5分間相手チームの動きを止める「魔法の楽器」が与えられた。
| チーム | 班       | メンバー                                      | アイテム                                        |
| ------ | -------- | --------------------------------------------- | ----------------------------------------------- |
| 出川   | 出川班   | 出川哲朗 長江崚行 椋木マルティン 勝隆一       | サンダル2足 魔法の杖 ヒントカード×1             |
| 出川   | 昌暉班   | 矢部昌暉 浅賀玲音 島田太一                    | 自転車 長手袋 ヒントカード×1                    |
| あきえ | あきえ班 | 鈴木あきえ 寺田朱里 ファデン咲美亜 延命杏咲実 | 懐中電灯 ヒントカード×1                         |
| あきえ | 杏奈班   | 木島杏奈 鎮西寿々歌 岡田結実                  | 糸切りバサミ 物干し竿 魔法の楽器 ヒントカード×2 |

- 出川チーム昌暉班
アイテム「自転車」に乗り、スタートダッシュをかける。
- 出川チーム出川班「西の農家」
「井戸の中」に隠された大江戸ボールを手に入れた。
- あきえチーム杏奈班「商家の町並み」
ヒントカード「〔犬の尻尾〕〔田〕〔Tシャツ〕」
〔田〕を「でん」と読む、木島杏奈。
- あきえチームあきえ班
「たてあな式住居」を目指すが道に迷う。
- 出川チーム昌暉班「武家屋敷」
大江戸ボールを探すが見つからない。
アナウンス「モンスターが村の見回りをはじめます」
矢部昌暉が俊足モンスターに捕まった。出川チーム昌暉班は檻に3分間拘束。
- 出川チーム出川班
長江崚行と勝隆一はモンスターに捕まるまで履き続けなければならない強制アイテム「サンダル」を装備。「まさかマイナスアイテムになるとは夢にも思わなかった」と嘆く。
- あきえチーム杏奈班「商家の町並み」
ヒントカード「〔犬の尻尾〕〔田〕〔Tシャツ〕」を解読。正解は「おたふく」。
- 出川チーム出川班「商家の町並み」
大江戸ボールを探している最中に俊足モンスターに見つかってしまう。
出川哲朗が俊足モンスターに捕まった。出川チーム出川班は檻に3分間拘束。
- あきえチーム杏奈班「商家の町並み」
「おたふくのお面」に隠された大江戸ボール手に入れた。
- あきえチームあきえ班「たてあな式住居」
アイテム「懐中電灯」を装備し、暗闇の「たてあな式住居」に隠された大江戸ボールを手に入れた。
- 出川チーム昌暉班
檻から解放され再び「武家屋敷」に向かう途中、俊足モンスターに見つかってしまう。
島田太一が俊足モンスターに捕まった。出川チーム昌暉班は檻に3分間拘束。
- あきえチーム杏奈班「武家屋敷」
井戸の中を探している木島杏奈が俊足モンスターに捕まった。あきえチーム杏奈班は檻に3分間拘束。
- 出川チーム昌暉班「武家屋敷」
ヒントカード「ボタンを押せ」。「上を向いて歩こう」の曲が流れる。
庭の「木の枝」に隠されていた大江戸ボールを手に入れた。
- あきえチーム杏奈班「商家の町並み」
店先に吊るされている竹製魚籠の中に箱を発見。アイテム「糸切りバサミ」を使って底部に張ってある網を切断する。
取り出した箱の中から大江戸ボールを手に入れた。
- 出川チーム出川班「商家の町並み」
勝隆一が俊足モンスターに捕まった。出川チーム出川班は檻に3分間拘束。
- あきえチームあきえ班「北の農家」
ヒントカード「（＾▽＾）/」
「わら」の中を探している最中に俊足モンスターに見つかってしまう。
延命杏咲実が俊足モンスターに捕まった。あきえチームあきえ班は檻に3分間拘束。
- 出川チーム昌暉班「北の農家」
アイテム「長手袋」を装備した島田太一が「畑のわら」に隠された大江戸ボールを手に入れた。
- 出川チーム「東の農家」
最後の大江戸ボールを出川班と昌暉班が必死に探す。
- あきえチーム杏奈班「東の農家」
ヒントカード「カニの上部（目と上に向けたハサミ）」
カニの甲羅を白く塗って顔を描いた魔よけを発見した。
- 最終決戦「東の農家」
俊足モンスターが「東の農家」にあらわれた。
出川チームの勝隆一がアイテム「魔法の杖」を使って、俊足モンスターの動きを5分間止めた。
あきえチーム杏奈班が「カニの魔よけの目線の先」にあった大江戸ボールを手に入れた。

結果発表
大江戸ボールの中には「休暇の星」が隠されている。獲得した星の数が多いほうの勝利。
| チーム       | 出川 | あきえ |
| ------------ | ---- | ------ |
| 大江戸ボール | 3個  | 4個    |
| 休暇の星     | 4つ  | 6つ    |
勝利したあきえチームが「トロピカル社員旅行」を手に入れた。

### トロピカル社員旅行 in 沖縄
勝利したあきえチームは「トロピカル社員旅行」として沖縄県国頭郡恩納村（ルネッサンスリゾートオキナワ）から中継。この様子は2011年9月7日の「大!木曜LIVE」で生放送された。
海でイルカとふれあい
ドルフィントレーナーの指導の下、女子たちがイルカとふれあい。
沖縄から東京の出川チームにクイズ。
- 問題 イルカの声はどこから出る? / 答え 噴気孔

正解したため、ご褒美としてスタジオに「イルカ」が届けられる。イルカではなくシャチの浮き輪に乗る椋木マルティン。
スタジオでは盛り上がりに欠けるので沖縄で本物のイルカに乗ることに。挑戦したのは岡田結実。
ゴージャス!沖縄グルメ
沖縄の食材を使ったトロピカル&ゴージャスな沖縄料理をいただく。
- 夜光貝のお造り
- 沖縄近海イラブチャーゆず風味のマリネ 高瀬貝のタルタル 海ぶどうのサラダ添え 季節のフルーツヴィネグレット
- ジャンボポークラウンド ゴールデンパイナップル添え
- ゴールデンマンゴーロール ロングロング

### ドラマパートの補足
2011年9月12日（月曜）から始まるドラマシリーズ「大天才テレビジョン第2次計画」のプロローグとなっている。
- 2011年9月5日（1日目）オープニング
鈴木APが「あっボス、来週月曜の番組評議委員会の資料作りました?」と尋ね、出川特命Pが「あっしまった忘れた、ちっまずいなー」と答える。
- 2011年9月5日（1日目）エンディング
会長が「大天才テレビジョン上半期収支報告書〜上半期の視聴率推移〜」の資料を読んでいる。
- 2011年9月7日（3日目）エンディング
会長が「来週月曜日の番組評価会議だが、出川君に必ず出席するように言ってくれ」と電話をかける。

### 特別企画 相撲で1勝せよ!
2011年11月21日（月曜）、2011年11月22日（火曜）放送。大!天才クエストの1日目に登場したスモウモンスター手計富士紀（小学6年生）と男子てれび戦士（長江崚行、矢部昌暉、椋木マルティン、島田太一）が千葉県柏市でリベンジ対決。
- 相撲
てれび戦士の4人全敗。そこで「相撲」と名の付く別種目で対戦し、「1勝」することを目指す。
- 手押し相撲
てれび戦士の4人全敗。
- 昆虫相撲
世界最強のクワガタ「パラワンオオヒラタクワガタ」で勝負。
結果はてれび戦士の勝利。しかし「てれび戦士が強そうなクワガタを先に選んだ」との物言いで、次の種目へ。
- 紙相撲
島田太一が息を吹きかけたので、反則負け。
- 相撲リベンジ
最後は「相撲」で再対決。結果はもちろん、てれび戦士の4人全敗。

## 大!天才クエストII〜古坂大魔王の挑戦状〜
大!天才クエストII〜古坂大魔王の挑戦状〜（DAI! TENSAI QUEST II、だいてんさいクエストツー こさかだいまおうのちょうせんじょう）は2012年9月3日から2012年9月5日まで『大!天才てれびくん』で放送された特別企画。2012年9月6日に放送された「リゾート社員旅行」についても本項で解説する。

### 概要
男子チームと女子チームによる対抗戦。古坂大魔王が番組を乗っ取った設定で放送期間中はオープニング・アイキャッチ・エンディングの全てが古坂大魔王バージョンになっていた。また、今回は各戦士に職業（格闘家・魔法使い・剣士・僧侶・商人・旅芸人、踊り子の7つだが、踊り子は女子のみ）が設定されており、それがゲームに影響することもあった。

### 出演者
| 職業     | 出川チーム     | あきえチーム |
| -------- | -------------- | ------------ |
| リーダー | 出川哲朗       | 鈴木あきえ   |
| 格闘家   | 長江崚行       | 寺田朱里     |
| 魔法使い | 浅賀玲音       | 鎮西寿々歌   |
| 剣士     | 金子隼也       | 長谷川ニイナ |
| 僧侶     | ソーズビー航洋 | 山田陶子     |
| 商人     | 竹原司         | 岡田結実     |
| 旅芸人   | 島田太一       | 黒澤美澪奈   |
| 踊り子   |                | 延命杏咲実   |

- 大魔王ワールド（司会）
  - 古坂大魔王
  - 鬼ドーナ：加藤謙太郎
- 大魔王ワールドアナウンサー
  - 瀬戸美月（小学6年生）
  - 丸山太一（小学5年生）
- ドラマ・大天才テレビジョン
  - 会長：斎藤洋介
- 声の出演
  - ナレーション：垂木勉

### 舞台
大魔王ワールド
「大!天才クエストII」の撮影地は静岡県。
大魔王の森
静岡県伊豆の国市 市民の森浮橋
大魔王タウン
静岡県沼津市 沼津仲見世商店街
大魔王ランド
静岡県伊豆市 修善寺虹の郷

### プロローグ
大天才テレビジョンの会長に呼ばれ、会議室でお茶をたしなむ出川特命Pと鈴木AP。会長から重点目標達成のためによく頑張ったと労いの言葉。ご褒美としてスペシャルな社員旅行を計画、今年は社員全員のチケットを確保しているという。しかし、大天才テレビジョンの社屋内に潜入した古坂大魔王の手下により、「大天ツアーズ旅行券 リゾートご招待券」のチケットが奪われてしまう。「リゾートご招待券を返してほしければ大魔王ワールドに来い」との挑戦を受け、古坂大魔王の本拠地「大魔王ワールド」に乗り込んだてれび戦士たち。出川特命Pが古坂大魔王に「みんなのリゾートチケットを返せ」と迫るも、旅行券の半分を換金して使ってしまっていた。「男女に分かれてチケットを奪い合え」と番組を乗っ取り、古坂大魔王の主催によるゲーム行われる。

### STAGE1 大魔王の森でネオ円を稼げ
2012年9月3日（月曜）。同日に放送されたその他のコーナーは「MTK ミュージックてれびくん」「ドウブツカメラ!」。
大魔王の森（市民の森浮橋）でのミッションは大魔王ワールドの通貨「ネオ円」を稼ぐ。
色付きコーン集め
大魔王の森に設置された色つきのコーンを集めていく。コーンは黄色と緑色があり、黄色は1000ネオ円、緑色は3000ネオ円。コーンは各チーム3つまでしか持つことができず、4個目を見つけた場合は手持ちのコーンのうち1つと入れ替える。最終的に集めたコーンの色に応じてネオ円を獲得。
| チーム | コーン | 賞金 |
| ------ | ------ | ---- |
| 出川   | 緑緑黄 | 7000 |
| あきえ | 黄緑黄 | 5000 |
あきえチーム vs ボールモンスター
ボールモンスター「アスルクラロ沼津」あらわれた。
バトル「PK合戦」賞金5000ネオ円。キックする位置があきえチームが4メートル、ボールモンスターが10メートルのスペシャルハンデ付きミニゴール。
| モンスター | モンスター | モンスター | あきえチーム | あきえチーム | あきえチーム |
| ---------- | ---------- | ---------- | ------------ | ------------ | ------------ |
| 高橋幸大   | 小6        | ×          | ×            | 長谷川ニイナ | 中1          |
| 松村淳平   | 小6        | ×          | ×            | 鈴木あきえ   | 25歳         |
| 一之瀬圭規 | 小6        | ×          | ○            | 鎮西寿々歌   | 中2          |
| 渡部寛太   | 小6        | GK         | GK           | 寺田朱里     | 中2          |
あきえチームがボールモンスターに勝利。賞金5000ネオ円を獲得した。
サイクルモンスター
サイクルモンスター「伊豆サイクルスポーツクラブ」があらわれた。
バトル「チャリンコレース」賞金5000ネオ円。上り坂が続く100メートルのコースで自転車レース。スペシャルハンデとしてサイクルモンスターは2キログラムのおもりがついた自転車でレースをする。
| チーム | 代表者     | 代表者 | モンスター | モンスター | 勝敗 |
| ------ | ---------- | ------ | ---------- | ---------- | ---- |
| 出川   | 浅賀玲音   | 中2    | 高梨万里王 | 小5        | 負け |
| あきえ | 黒澤美澪奈 | 小5    | 黒川裕次郎 | 小5        | 負け |
両チームともサイクルモンスターに敗北。賞金獲得ならず。
出川チーム vs レスリングモンスター
レスリングモンスター「沼津学園ジュニアレスリングクラブ」があらわれた。
バトル「タグレスリング」1勝につき賞金3000ネオ円。相手の体についたタグを1枚早くとれば勝ち。ハンデはてれび戦士のタグは「腰と足首」、モンスターは「腰とひざ」にタグをつける。
| 出川チーム     | 出川チーム | モンスター | モンスター | 勝敗 |
| -------------- | ---------- | ---------- | ---------- | ---- |
| ソーズビー航洋 | 小6        | 佐々木航   | 小6        | 勝ち |
| 島田太一       | 小6        | 佐々木航   | 小6        | 負け |
| 竹原司         | 小5        | 植松夏鈴   | 小4        | 負け |
出川チームがレスリングモンスターに1勝。3000ネオ円を獲得した。
獲得所持金
| チーム               | 出川   | あきえ |
| STAGE1 合計          | 10000  | 10000  |
| -------------------- | ------ | ------ |
| 色付きコーン集め     | 07000  | 05000  |
| ボールモンスター     | 対象外 | 05000  |
| サイクルモンスター   | 00000  | 00000  |
| レスリングモンスター | 03000  | 対象外 |

### STAGE2 大魔王タウンで買い物合戦
2012年9月4日（火曜）。同日に放送されたその他のコーナーは「MTK ミュージックてれびくん」「ドラまちがい」。
大魔王タウン（沼津仲見世商店街）でのミッションは獲得したネオ円を使って「冒険のアイテム」を買い集める。
買い物は1チーム3組に分かれて行う。制限時間は1組につき20分。緑のTシャツを着た「街の人たち」がどんなアイテムを買えばいいのかヒントをくれる。
1組目
- 出川チーム（竹原司、金子隼也）
街の人「ここから5軒目の店に腕を伸ばす道具がある」
シルバーアクセサリー店に立ち寄るが、それらしきものは見つからない。
- あきえチーム（鎮西寿々歌、岡田結実）
街の人「878で鋼鉄のコップを装備せよ」
生花店で「スコップ」を4000ネオ円で手に入れた。
街の人「幸福は三角になった生地に包まれているそんなバナナ!?」
洋菓子店で「クレープ2個」を2000ネオ円で手に入れた。
アナウンス「あきえチームがクレープを買って食べています」
〔ハズレアイテム〕クレープはおいしいが食べたらなくなった。
- 出川チーム（竹原司、金子隼也）
文房具店で「チラ見ラー」を4000ネオ円で手に入れた。
〔ハズレアイテム〕チラ見ラーは役に立たない。
- あきえチーム（鎮西寿々歌、岡田結実）
街の人「なまりの筆を売る店に宝にうつるステップが見える」
文房具店で「脚立」を4000ネオ円で手に入れた。
- 出川チーム（竹原司、金子隼也）
困っている人「大量のトイレットペーパーを運んで」5000ネオ円を獲得した。

2組目
- 出川チーム（浅賀玲音、ソーズビー航洋）
困っている人「商店街のあっちの出口から23歩、歩いたところにお姉ちゃんがいるの連れてって」7000ネオ円を獲得した。
- あきえチーム（長谷川ニイナ、山田陶子）
困っている人「落としてしまった果物や野菜を拾って」5000ネオ円を獲得した。
福引き大抽選会 / 1回1000ネオ円
  - 1回目「大魔王ティッシュ」を手に入れた。
  - 2回目「ヒントの書〔宝の地図1枚〕」を手に入れた。

困っている人「大量のトイレットペーパーを運んで」5000ネオ円を獲得した。
- 出川チーム（浅賀玲音、ソーズビー航洋）
街の人「角から3軒目10色の氷の奥でヒントの川が流れている」
値段当てクイズ / 1回2000ネオ円 / 進行：鬼ドーナ
「いちごかき氷」「フルーツポンチ」「クリームあんみつ」3つの中で一番高い600円のデザートを当てろ
  - 1回目「クリームあんみつ」500円 / ハズレ
  - 2回目「フルーツポンチ」600円 / 正解

「ヒントの書〔宝の地図2枚〕」を手に入れた。
- あきえチーム（長谷川ニイナ、山田陶子）
街の人「腕や柱や砂と仲のいい道具で進み続ける世界を止めろ」
「砂時計」と予想して選手交代。

3組目
- 出川チーム（長江崚行、島田太一）
街の人「ここから5軒目の店に腕を伸ばす道具がある」
電器と玩具の店で「マジックハンド」を4000ネオ円で手に入れた。
- あきえチーム（黒澤美澪奈、寺田朱里、延命杏咲実）
街の人「腕や柱や砂と仲のいい道具で進み続ける世界を止めろ」
時計店で「腕砂時計」を3000ネオ円、「時空ストップウォッチ」を3000ネオ円で手に入れた。
〔ハズレアイテム〕腕砂時計は役に立たない。
- 出川チーム（長江崚行、島田太一）
困っている人「大量のトイレットペーパーを運んで」5000ネオ円を獲得した。
街の人「書物の森を曲がった先の緑に囲まれた地にヒントのドリンクあり」
きき茶クイズ / 4000ネオ円 / 進行：鬼ドーナ
島田太一が挑戦して正解。「ヒントの書〔宝の地図2枚〕」を手に入れた。
- あきえチーム（黒澤美澪奈、寺田朱里、延命杏咲実）
困っている人「商店街のあっちの出口から23歩、歩いたところにお姉ちゃんがいるの連れてって」7000ネオ円を獲得した。
街の人「女神像の地下にある無敵の輝きを身につけよ」
服飾店で「無敵のブローチ」を6000ネオ円で手に入れた。
- 出川チーム（長江崚行、島田太一）
街の人「自由のミは西にうりだし中」
青果店で「復活スイカ」を8000ネオ円で手に入れた。
街の人「雨を防ぐ道具の下に上にあがるための履物がある」
雑貨店で「スリッパ」を2000ネオ円で手に入れた。
- あきえチーム（黒澤美澪奈、寺田朱里、延命杏咲実）
街の人「ここから5軒目の店に腕を伸ばす道具がある」
電器と玩具の店で「携帯ヒラヒラ」を1000ネオ円、「魔法の杖」を2000ネオ円で手に入れた。
〔ハズレアイテム〕携帯ヒラヒラは役に立たない。
困っている人「落としてしまった果物や野菜を拾って」5000ネオ円を獲得した。

### STAGE3 大魔王ランドで最終決戦!
2012年9月5日（水曜）。同日に放送されたその他のコーナーは「MTK ミュージックてれびくん」のみ。
大魔王ランドでのミッションはテーマパークに隠された当たりつきの「古坂カード」を探す。
各チーム2班に分かれてエリア内に隠された古坂カードを探していく。当たりのカードは9枚。獲得するには前日に購入したアイテムが必要な場合もある。前日から持ち越した所持金は出川チームが1000ネオ円、あきえチームが5000ネオ円。
バトルイベントとして、俊足モンスター「静岡葵AC陸上クラブ」が四六時中鬼ごっこを仕掛ける。捕まるとスタート地点の檻に3分間拘束。3回捕まるとゲームオーバー。
| チーム | 班       | メンバー                                  | アイテム                                 |
| ------ | -------- | ----------------------------------------- | ---------------------------------------- |
| 出川   | 出川班   | 出川哲朗 浅賀玲音 金子隼也 竹原司         | マジックハンド 宝の地図×1                |
| 出川   | 崚行班   | 長江崚行 ソーズビー航洋 島田太一          | 復活スイカ スリッパ 宝の地図×3           |
| あきえ | あきえ班 | 鈴木あきえ 寺田朱里 黒澤美澪奈 延命杏咲実 | スコップ 無敵のブローチ 脚立             |
| あきえ | 寿々歌班 | 鎮西寿々歌 長谷川ニイナ 岡田結実 山田陶子 | 時空ストップウォッチ 魔法の杖 宝の地図×1 |

| STAGE3のエリア   | 実際の名称         |
| ---------------- | ------------------ |
| 大魔王ランド     | 修善寺虹の郷       |
| ロンドン・シティ | イギリス村         |
| 悪のふるさと     | 伊豆の村           |
| ノロニー鉄道     | ロムニー鉄道       |
| 神々の庭         | フェアリーガーデン |
| ゾンビレッジ     | カナダ村           |
| 悪の樹海         | 日本庭園           |

- 出川チーム「作戦会議」
宝の地図 ロンドン・シティ「マイクを持って走る記者」
- あきえチーム「作戦会議」
宝の地図 バラの小道「胴が伸びる鳩」
- 出川チーム崚行班「汽車を探す」
駅で本物の汽車を見るが何もない。駅員からの情報で「鉄道博物館」に向かう。
鉄道博物館で走る汽車の模型に貼りついていたカギを手に入れた。
- 俊足モンスター
アナウンス「開始から5分経ちました今からモンスターが大魔王ランドの見回りをはじめます」
あきえチーム寿々歌班が駅に隠れて宝の地図を読み解く「ハト→ハート」。
鉄道博物館で島田太一が俊足モンスターに捕まる。出川チーム崚行班は檻に3分間拘束。
アナウンス「崚行班がモンスターに捕まりました」
岡田結実「男子って頭を使わないとダメだと思う」
- あきえチーム寿々歌班「バラの小道」
ハートマークの舗装が施された道の近くで当たりカードを手に入れた。
- 出川チーム出川班「悪のふるさと」
宝の地図「〔富士山〕の下に印」
富士山を模した庭の壁を見つける。「だからスコップ（あきえチームあきえ班が所持）だったんだ」
富士山を模した庭の壁の下を素手で掘り、当たりカードを手に入れた。
出川哲朗が俊足モンスターに捕まる。出川チーム出川班は檻に3分間拘束。
- あきえチームあきえ班「悪のふるさと」
当たりカードを手に入れることはできなかったが、俊足モンスターからは逃れることに成功したあきえ班。
モンスター対策を考える。延命杏咲実がモンスターを遠ざけるアイテム「無敵のブローチ」をかざす練習。
- 出川チーム崚行班
檻から解放された崚行班はロンドン・シティに戻り、カギの使い方を考える。
「トイ・ミュージアム」のクラシックな汽車のおもちゃの中にあった宝箱のカギを開け、当たりカードを手に入れた。
- バトル「駅に急げ!」先に全員が駅にそろったチームが汽車に乗れる。
アナウンス「ロンドン・シティの駅がオープンします駅に急いでください」
あきえチームが出川チームより3分早く駅に到着。あきえチームが汽車で移動。
あきえチームが汽車の沿線の木についている当たりカードを見つけた。
汽車に乗れなかった出川チームは徒歩で移動。
出川哲朗が俊足モンスターに捕まる。出川チーム出川班は檻に3分間拘束。
- 出川チーム崚行班「神々の庭」
宝の地図「3頭の象の視線が一つに集まる」
「3体の像の視線の先」にあったベンチの裏から当たりカードを手に入れた。
川の中ほどに当たりカードが吊るされている、手が届かない。出川班にアイテム「マジックハンド」を持ってくるよう連絡。
崚行班が「マジックハンド」を使って当たりカードを手に入れた。
- あきえチーム「ゾンビレッジ」
近くにいる相手チームの動きを3分間止めることのできる、魔法使い鎮西寿々歌の専用アイテム「時空ストップウォッチ」を使って出川チームから横取りする作戦を立てる。
- あきえチーム寿々歌班「出川チームに近づく」
時空ストップウォッチを使って横取りしようと出川チームに近づくが、作戦に気づかれてしまい出川チームに逃げられた。
- あきえチームあきえ班
汽車から見つけたカードを探し、木の裏にあった当たりカードを手に入れた。
- あきえチーム寿々歌班「ゾンビレッジのお店」
泥酔した店主が「冒険のアイテム」を売っている。あきえチームの所持金は5000ネオ円。
売っているアイテムは「復活スイカ 10000ネオ円」「踏み台 3000ネオ円」
店主の自慢話を聞くと割引してもらえる。割引された「復活スイカ」を2000ネオ円で手に入れた。
- あきえチーム寿々歌班「ゾンビレッジ 万華鏡の館」
「ゾンビモンスター」があらわれた。山田陶子が僧侶専用アイテム「魔法の杖」を使って3分間モンスターの動きを止める。
その間に「万華鏡の館」を探索するがハズレカードしか見つからず。
- 出川チーム出川班「神々の庭」
宝の地図「苦 was 妹」
温室（プリンセス・ローズ・ハウス）にあった植物「クワズイモ」から当たりカードを手に入れた。
- 俊足モンスター「ゾンビレッジ」
最後の当たりカードを探しに出川チームとあきえチームが集まった「ゾンビレッジ」に俊足モンスターがあらわれる。
延命杏咲実が「無敵のブローチ」を使おうとするが落としてしまい、そのまま俊足モンスターに捕まってしまう。あきえチームあきえ班は檻に3分間拘束。
- あきえチーム寿々歌班「ゾンビレッジ」
「万華鏡の館」の天井付近で当たりカードを見つけるが手が届かない。「脚立」を所持しているあきえ班は檻に入っている。
「ゾンビレッジのお店」で「踏み台」を3000ネオ円で手に入れた。
アイテム「踏み台」を使い、「万華鏡の館」の天井付近の梁にあった当たりカードを手に入れた。
- スペシャルイベント「モンスター鬼ごっこ」
「悪の樹海」を8人の俊足モンスターが駆け回る。ただ1人当たりカードを持っているモンスターを捕まえろ。
当たりカードを持っているモンスターを捕まえたのは鎮西寿々歌。あきえチームが当たりカードを手に入れた。

ラストバトル「大魔王ルーレット」
集めたカードの枚数だけルーレットの陣地を取ることができる。ルーレットが止まった色のチームにリゾートご招待券が贈られる。
当たりカードの枚数は出川チーム5枚、あきえチーム4枚。
ルーレットの結果は「赤」。勝利したあきえチームが「リゾートご招待券」を手に入れた。

### リゾート社員旅行
勝利したあきえチームは「リゾート社員旅行」として北海道勇払郡占冠村「トマム」から中継。この様子は2012年9月6日の「大!木曜LIVE」で生放送された。
古坂大魔王が「俺が作った企画なんだから最後まで見届ける」と番組を4日連続乗っ取り、スタジオMCを務める。北海道から中継を行うも、鈴木あきえと長谷川ニイナが不在。長谷川ニイナは「夏休み明けテスト」のため北海道に行けずに東京のスタジオから出演。鈴木あきえは「大天才テレビジョン会長たっての特別プロジェクトがあり、急遽出張に行くことになった」との手紙を残し番組欠席。
ノンアルコールカクテルでおとな女子リゾート満喫
ノンアルコールカクテルでちょっと大人の世界を感じてもらう。
- 「おとな女子の淡い恋」（牛乳ベース）

東京のスタジオにも「おとな女子の淡い恋」を用意。古坂大魔王と長谷川ニイナは通常サイズ、出川チームは一口サイズ。
自分だけのオリジナルカクテルを作ってもらう
- 黒澤美澪奈「KUROSAWA」（メロンベース）

バーベキューで北海道を味わう
北海道の厳選食材でバーベキュー。用意された食材はUFOズッキーニ、紫ジャガイモ「シャドークイーン」、十勝牛、シカ肉など。
- 「シャドークイーンの雲海風」（じゃがバター）

東京のスタジオでは北海道のバーベキューの映像を見ながら白いごはんを食べる。
- しりとりクイズ。「うし」「しか」次に何がくるのでしょうか? / 答え「カニ」

クイズに正解したため、東京のスタジオにタラバガニが用意される。出川チームはタラバガニを見ながら「カニカマ」を食べる。古坂大魔王と長谷川ニイナはタラバガニを食べる。

### 女子てれび戦士の北海道満喫
2012年9月6日に放送された「リゾート社員旅行」の翌日の様子を2012年9月13日の「大!木曜LIVE」で報告。
- 北海道トマムの朝 大自然が生む絶景
- 北海道をいただきます! 絶品スイーツ作り

## 大!天才クエストIII〜大天才王国物語〜
大!天才クエストIII〜大天才王国物語〜（DAI! TENSAI QUEST III、だいてんさいクエストスリー だいてんさいおうこくものがたり、英語: DAI! TENSAI QUEST Episode III The Tales of Daitensai Kingdom）は2013年9月2日から2013年9月5日まで『大!天才てれびくん』で放送された特別企画。

### 概要
今作も男子チームと女子チームに分かれてゲームが繰り広げられる。ゲームの舞台は大天才城（大理石村ロックハート城）と大天才通り（弁天通り商店街）の2カ所。大天才城は序盤（1日目）と終盤（3日目、4日目）の舞台となる。今作も各戦士に職業（格闘家・魔法使い・剣士・僧侶・商人・旅芸人、踊り子の7つだが、踊り子は女子のみ）が設定されており、それがゲームに影響することもあった。
1日目と2日目は王の家来を演じる古坂大魔王とワルドーナこと加藤謙太郎の「フダケリ」コンビがゲームの進行役を担当。3日目と4日目は国王（海老原正美）と門番ハシリュウ（橋龍さん）がゲームの進行役を担当した。
1日目の「大天才城の森」では野外ロケにもかかわらず、あいにくの雨。ゲームの敵役「子どもモンスター」は本領を発揮できずに全敗した。
チームの正式名称は1日目が「○○村の民」、2日目以降が「○○村の勇者たち」である。本項では「○○村」と表記する。

### 出演者
| 職業     | 出川村         | あきえ村     |
| -------- | -------------- | ------------ |
| リーダー | 出川哲朗       | 鈴木あきえ   |
| 格闘家   | 野田真哉       | 岡田結実     |
| 魔法使い | 島田太一       | 中里萌       |
| 剣士     | 金子隼也       | 長谷川ニイナ |
| 僧侶     | ソーズビー航洋 | 山田陶子     |
| 商人     | 相澤侑我       | 中尾美晴     |
| 旅芸人   | 竹原司         | 黒澤美澪奈   |
| 踊り子   |                | 延命杏咲実   |

- 王の家来
  - フルサカ：古坂大魔王
  - ワルドナ：加藤謙太郎
- 門番
  - ハシリュウ：橋龍さん
- 王家
  - 国王：海老原正美
  - ナタリー姫：西野はんな
- 大天才王国アナウンサー
  - 関口心華（小学6年生）
  - 片山世羅（小学6年生）
  - 高橋渚
- 声の出演
  - ナレーション：垂木勉
  - 英語ナレーション：Simon Loveday

### 舞台
大天才王国
「大!天才クエストIII」の撮影地は群馬県。
大天才城
群馬県吾妻郡高山村 大理石村ロックハート城
- 大天才城：ロックハート城
- 大天才城の森：敷地内

大天才通り
群馬県前橋市 弁天通り商店街
- 魔術師の隠れ家：虎淵山大蓮寺

### プロローグ
いつかどこかに存在した「大天才王国」。心優しき国王と聡明なるナタリー姫の元、国民は幸せに暮らしていた。しかし突然、国王が原因不明の病に侵されてしまう。ナタリー姫は心を痛め国民に呼びかけた。「我らが王を救う勇者たちよ、はせ参じよ」
大天才城に勇者を志す2つの村の民が集まった。正義を志すがおっちょこちょいの「出川村の民」、元気あふれるお調子者の「あきえ村の民」。ナタリー姫は「真の勇者」を見極めるため2つの村の民に試練を与える。

### STAGE1 大天才城の森を探索せよ
2013年9月2日（月曜）。同日に放送されたその他のコーナーは「MTK ミュージックてれびくん」「ちび☆デビ!」「乗りすけさん」。
森に隠された「魔法の道具」を3つ以上集め先に大天才城に戻ってきた村の民が「真の勇者」として認められる。王国内で手に入る道具には紋章（大天マーク）がついており、「黒紋章」（外枠と大天が黒色）、「金紋章」（外枠と大天が金色）の2種類がある。
出川村「近くの森から探す」
南の石像で「さかなケース（黒紋章）」を手に入れた。
あきえ村「レストランに向かう」
教会の石像で「フライ返し（黒紋章）」、レストランの前で「黒いたすき（金紋章）」を手に入れた。
出川村「森をくまなく探す」
カーペンターの小屋の裏手で「魔法のアメ（金紋章）」を手に入れた。
出川村 vs 綱引きモンスター
綱引きモンスター「ISESAKI豊受」と出川村が対決。
モンスターの実力を確かめるため、出川哲朗（49歳）とモンスター安原大誠（小学6年男子）が1対1のエキシビションマッチ。結果は引き分け。
バトル「綱引き1回勝負」。モンスター小学6年男子3人とてれび戦士6人のハンデ戦。結果は出川村の勝利。賞品「魔法の杖（金紋章）」を手に入れた。
出川村「大天才城に帰還」
3つの道具を持って大天才城に帰還。門番のチェックが入る。「さかなケース（黒紋章）」が偽物だと発覚して、残り一つの「魔法の道具」を探しに外に出る。
あきえ村「山を登る」
ハたらき者たちの広場で「魔法のアメ（金紋章）」を手に入れた。
あきえ村 vs フェンシングモンスター
フェンシングモンスター「沼田フェンシングクラブ」とあきえ村が対決。
バトル「風船フェンシング割り」。18個の風船を画鋲付き剣で割る。風船1個=1ポイント、赤い風船=-2ポイント。制限時間は10秒。ハンデはモンスター競技時に岡田結実が扇ぐうちわの風。
| 順     | 先攻                | 後攻              |
| チーム | あきえ村            | モンスター        |
| ------ | ------------------- | ----------------- |
| 代表者 | 長谷川ニイナ 中2 女 | 宮田玲央奈 小6 男 |
| Score  | 6                   | 4                 |
結果はあきえ村の勝利。賞品「魔法のハサミ（金紋章）」を手に入れた。
出川村「再び森を探す」
虫に出くわし、逃げるように森を出る。アスファルト広場で「魔法のアメ（金紋章）」を手に入れた。
出川村 vs スケートモンスター
スケートモンスター「SIKSCスケート選手養成教室」と出川村が対決。
モンスター長岡芽以（中学3年女子）が特技「片足走り」を披露。
バトル「スケート障害物リレー」。25メートルの直線コースを2人でリレー。ハンデとしてモンスターの往路は「マット歩き」、復路は「トンネルくぐり」をクリアしなければならない。
| チーム     | 往路           | 復路     | タイム |
| ---------- | -------------- | -------- | ------ |
| 出川村     | ソーズビー航洋 | 竹原司   | 20秒53 |
| モンスター | 内田奈々美     | 長岡芽以 | 負け   |
結果は出川村の勝利。賞品「魔法の腕輪（金紋章）」を手に入れた。
大天才城「試練の審査」
城で待つナタリー姫が課した試練は魔法の道具を3つ以上集めること、これまでにあきえ村が4つ、出川村が5つの道具を手に入れた。しかし偽物が含まれている可能性がある。
先に大天才城に到着したのは「あきえ村」。道具チェックの結果、4つの内3つが本物の「魔法の道具」であった。ナタリー姫から勇者に認められ、国王を助けるための使命を授かった。国王の病を治す秘薬の作り方が書かれた「きれいな錬成の書」を手に入れた。
遅れて大天才城に到着した「出川村」。道具チェックの結果、5つの内4つが本物の「魔法の道具」であった。本来、勇者と認めるのは先に到着した村の民だけであるが、ナタリー姫のお慈悲で勇者に認められ、国王を助けるための使命を授かった。国王の病を治す秘薬の作り方が書かれた「ぼろい錬成の書」を手に入れた。
| 順                | 先着                                 | 後着                             |
| チーム            | あきえ村                             | 出川村                           |
| ----------------- | ------------------------------------ | -------------------------------- |
| 金紋章の 本物道具 | 黒いたすき 魔法のハサミ 魔法のアメ×1 | 魔法の杖 魔法の腕輪 魔法のアメ×2 |
| 錬成の書          | きれいな錬成の書 （虫食い3個）       | ぼろい錬成の書 （虫食い4個）     |

### STAGE2 大天才通りで秘薬を作れ
2013年9月3日（火曜）。同日に放送されたその他のコーナーは「MTK ミュージックてれびくん」「ドラまちがいd」。
ナタリー姫から授かった「錬成の書」を持って、大天才通り（弁天通り商店街）にある魔術師の隠れ家（虎淵山大蓮寺）に向かう。儀式を行い秘薬を作り出す伝説の魔術師に出会うが、錬成の書に隠された4つの道具がなければ秘薬を作ることができない。大天才通りには王家の紋章がついた品々が売られており、その中から儀式に必要な道具を見つけ出す。所持金は両チーム5000ネオ円。買い物は2人から3人がチームになって行う。制限時間は1班につき25分。
| 秘薬錬成の書                         | 秘薬錬成の書                                |
| ------------------------------------ | ------------------------------------------- |
| 1                                    | よんもじ の中に材料を入れる                 |
| 2                                    | 1に魔法の箱にかぶせる                       |
| 3                                    | よんもじ を口にくわえる                     |
| 4                                    | よんもじ を左手で鳴らす                     |
| 5                                    | 右手に持った ものさし で魔法の箱を3回たたく |
| 6                                    | 魔術師が呪文を唱える                        |
| ※「出川村」は5番の道具が隠されている |                                             |

第1セット
- あきえ村（岡田結実、延命杏咲実）「5番のものさしを探す」
洋品店にものさしがあるか尋ねるが、商品としては売っていない。ものさしが売っている店を聞いて手芸店に向かう。
手芸店で「ものさし」を1000ネオ円で手に入れた。
- 出川村（野田真哉、竹原司）「1番の材料を入れる道具を探す」
金物店で容器を探すが、すぐには買わず使えそうなものを一通り洗い出す。
- 出川村（野田真哉、竹原司）「困っている人があらわれた」
「落とした野菜と果物を拾って」5000ネオ円を手に入れた。
- あきえ村（岡田結実、延命杏咲実）「3番の口にくわえる道具を探す」
駄菓子屋の前にいた女子に話を聞く。
- あきえ村（岡田結実、延命杏咲実）「困っている人があらわれた」
「かき氷を作りたいけど疲れてる、代わりかき氷を作って」5000ネオ円と「かき氷」を手に入れた。
アナウンス「あきえ村の勇者がかき氷を食べています」
- 魔術師からの情報「道具の手がかりを持つ人物を探せ」
両チームの携帯電話に探す人物の写真が送信された。特徴は「男性、ひげ、ボウズ頭」。
探す人物はかき氷を作った駄菓子屋の前におり、あきえ村が「1番の材料を入れる道具」に関する手がかりを入手した。
手がかりは「〔犬の尻尾〕+〔電話〕-〔◎〕=?」
- 出川村（野田真哉、竹原司）「手当たり次第、品物を買う」
金物店で「すき焼き鍋」を3000ネオ円で手に入れた。
金物店で「おたま」を1000ネオ円で手に入れた。
鮮魚店で「マグロ」を1000ネオ円で手に入れた。
祭り道具店で「鳴子」を2000ネオ円で手に入れた。
- 出川村（野田真哉、竹原司）「秘薬を作る儀式」
1番「すき焼き鍋」、3番「マグロ」、4番「鳴子」、5番「おたま」
魔術師が「イソノモクランノーセナキアカネバンネド」と呪文を唱える。
できたのは「すっぱいレモン汁」（1個正解）。

第2セット
- あきえ村（長谷川ニイナ、山田陶子）「1番の材料を入れる道具を探す」
入手した手がかり「〔犬の尻尾〕+〔電話〕-〔◎〕=?」を解読。
金物店で「おでん鍋」を4000ネオ円で手に入れた。
- 出川村（島田太一、相澤侑我）「1番の材料を入れる道具を探す」
金物店で「ホーロー鍋」を3000ネオ円で手に入れた。
- あきえ村（長谷川ニイナ、山田陶子）
祭り道具店で3番の口にくわえる道具を探すも見つからず。4番の左手で鳴らす道具を探す。
祭り道具店で「鳴子」を2000ネオ円で手に入れた。
- 出川村（島田太一、相澤侑我）
所持金を使い果たしたため、ネオ円獲得のために困っている人を探す。
島田太一が美容室で「洗髪」のおもてなしを受ける。
アナウンス「出川村の勇者が美容室で髪の毛を洗っています」
ダミーイベントのためネオ円獲得ならず。
- あきえ村（長谷川ニイナ、山田陶子）「困っている人があらわれた」
「トイレットペーパーを大量に運ぶ」5000ネオ円を手に入れた。
- 魔術師からの情報「道具の手がかりを持つ人物を探せ」
両チームの携帯電話に探す人物の写真が送信された。特徴は「男性、和服、めがね」。
- 出川村（島田太一、相澤侑我）「王の家来ワルドナがあらわれた」
当たりつきの「焼きアユ」を食べ7000ネオ円を手に入れた。
- あきえ村（長谷川ニイナ、山田陶子）「道具の手がかりを持つ人物を探す」
茶道具店で対象の人物を見つけ、「3番の口にくわえる道具」に関する手がかりを手に入れた。
手がかりは「88ノ87」
生花店で「カーネーション」を3000ネオ円で手に入れた。
- あきえ村（長谷川ニイナ、山田陶子）「秘薬を作る儀式」
1番「おでん鍋」、3番「カーネーション」、4番「鳴子」、5番「ものさし」
できたのは「苦い秘薬」（すべて正解、完成）
本当に完成したかどうか出川哲朗が試飲するも、苦い表情で「あまーい」のリアクション。

結果はあきえ村の勝利。出川村の2人（島田太一、相澤侑我）が遅れて到着するも儀式すらさせてもらえず。
錬成の儀式の呪文「イソノモクランノーセナキアカネバンネド」には4つの道具が隠されていた。呪文をローマ字にして逆さから読むと「おでん鍋 赤いカーネーション 鳴子 ものさし」となる。

### STAGE3 大天才城で錠前を開け
2013年9月4日（水曜）。その他のコーナーを一切放送しない「1日1企画」。
あきえ村の勇者たちは国王に｢秘薬｣を献上して、国王はよみがえった。ご褒美としてあきえ村は「魔法のそろばん」を手に入れた。
突如、フルサカがナタリー姫を誘拐して大天才城地下3階の大広間に立てこもった。「大広間のパズルカギを開き姫を救い出せ」
1チーム2班に分かれて行動する。勇者たちは縦の列を「食べ物の名前」になるように文字カードを探し出し埋める。文字カードは五十音の行ごとに分かれて王国内の敷地に隠されており、それぞれ対象となる物の頭文字についている（例：け→ケトル、り→リンゴ）。1つの文字に付き文字カードは1枚のみ。パズルに埋めるためには文字カードがついていた物の名称を正確に答えなければならない。不正解の場合は牢屋に3分間拘束される。全て正解することができれば王家の札をもらうことができる。なお、エリア内には辞書が置いてあり、全ての単語を確認できる。3回牢屋に入れられるとゲームオーバーとなるが、「復活のアメ」を使用することで復活することができる。「ワイルドカードミッション」のイベントではミッションを成功させた場合、何の文字としても使える「ワイルドカード」が与えられる。
| チーム   | 班       | メンバー                                  | 魔法の道具                  |
| -------- | -------- | ----------------------------------------- | --------------------------- |
| 出川村   | 出川班   | 出川哲朗 島田太一 野田真哉 相澤侑我       | 魔法のアメ×2                |
| 出川村   | 金子班   | 金子隼也 ソーズビー航洋 竹原司            | 魔法の腕輪 魔法の杖         |
| あきえ村 | あきえ班 | 鈴木あきえ 中里萌 中尾美晴 延命杏咲実     | 魔法のそろばん 魔法のアメ×1 |
| あきえ村 | ニイナ班 | 長谷川ニイナ 岡田結実 黒澤美澪奈 山田陶子 | 魔法のハサミ 魔法のたすき   |

| 行 | エリア                   | 大天才城 |
| -- | ------------------------ | -------- |
| あ | アる学者の書斎           | 本城2階  |
| か | カーペンターの小屋       | 城外     |
| さ | サまよえる人々のロビー   | 本城1階  |
| た | ナタリー姫のクローゼット | 本城3階  |
| な | ナタリー姫のクローゼット | 本城3階  |
| は | ハたらき者たちの広場     | 城外     |
| ま | マいごの花嫁たちの館     | 城外     |
| や | ヤ根裏部屋               | 別棟1階  |
| ら | ラん雑な冷蔵庫           | 地下1階  |

国王がパズルカギの文字を思い出した
| パズルカギ | パズルカギ | パズルカギ | パズルカギ | パズルカギ |
| ---------- | ---------- | ---------- | ---------- | ---------- |
| 未         | ま         | 未         | や         | 未         |
| 未         | 未         | 未         | 未         | 未         |
| 未         | 未         | ■          | 未         | 未         |
| 未         | 未         | ■          | 未         | 未         |
| ■          | ■          | ■          | ■          | 未         |
一番上の横の列のカードは国王が持っており、2文字を思い出した。勇者たちは「〔ま〕で始まる4文字」「〔や〕で始まる4文字」の食べ物になるよう、文字カードを探し始める。
出川村は「まつたけ」「やきとり」、あきえ村は「ますずし」「やきにく」の完成を目指す。
出川村金子班
ラん雑な冷蔵庫で「〔り〕りんご」を手に入れた。
出川村出川班
カーペンターの小屋で「〔き〕べんき」「〔け〕けとる」を手に入れた。
あきえ村あきえ班
サまよえる人々のロビーでゾンビにおびえながら「〔し〕しゃしんたて」「〔ず〕ずんどうなべ」「〔す〕すずり」を手に入れた。
ナタリー姫のクローゼット
あきえ村ニイナ班が〔に〕を探そうとするがゾンビにおびえてしまい、後から来た出川村金子班に先に行かせてしまう。
出川村金子班が「〔と〕とけい」を手に入れた。
出川村出川班 vs 俊足モンスター
金子班と合流するため大天才城に向かう途中、俊足モンスター「上州アスリートクラブ」と鬼ごっこ。
俊足モンスターは施設の室内に入ることができず、出川村出川班は大天才城まで逃げ切った。
あきえ村あきえ班「パズルカギ」
〔す〕〔ず〕〔し〕の文字カードを国王に献上。
「ますずし」で〔ま〕の列が完成。王家の札を手に入れた。
出川村「パズルカギ」
〔き〕は「べんき」ではない。不正解のため〔き〕を献上した出川班が牢獄に入る。
あきえ村ニイナ班
カーペンターの小屋で〔き〕〔く〕を探す。「〔く〕くつべら」を手に入れた。〔き〕は見つからない。
出川班 vs あきえ班
出川班とあきえ班は屋外で俊足モンスターに出くわし、両班ともカーペンターの小屋に逃げ込む。どんな文字カードを持っているか出川班に聞くあきえ班。あきえ村あきえ班の商人、中尾美晴が相手にタッチするとカードを1枚横取りできる「魔法のそろばん」を装備する。いち早く「魔法のそろばん」に気づいた野田真哉のおかげで逃げ切る。
出川村
すべての品物の名前が説明とともに記されている「辞書」で〔き〕（和式大便器にある前方に設けた遮蔽物）の名前を調べた。答えは「きんかくし」であった。「やきとり」を完成させるため〔き〕の文字カードを出川班に渡した。
俊足モンスター
俊足モンスターがあらわれ、出川班、金子班、あきえ班がつかまり、牢獄に入る。
国王がパズルカギの文字を思い出した
| パズルカギ | パズルカギ | パズルカギ | パズルカギ | パズルカギ |
| ---------- | ---------- | ---------- | ---------- | ---------- |
| 未         | ま         | ご         | や         | 未         |
| 未         | す         | 未         | 未         | 未         |
| 未         | ず         | ■          | 未         | 未         |
| 未         | し         | ■          | 未         | 未         |
| ■          | ■          | ■          | ■          | 未         |
| あ出川村   | あ出川村   | あ出川村   | 0枚        | 0枚        |
| あきえ村   | あきえ村   | あきえ村   | 1枚        | 1枚        |
国王がパズルカギの文字を思い出した。勇者たちは〔ご〕で始まる2文字の食べ物になるよう、文字カードを探し始める。
マいごの花嫁たちの館
あきえ村ニイナ班と出川村金子班は「ごま」の完成を目指して、花嫁に憧れる幽霊が出るという「マいごの花嫁たちの館」で〔ま〕の文字カードを探す。出川村金子班が迷子の花嫁から「私を教会に連れて行ってください」と頼まれ教会に向かう。
出川村出川班「パズルカギ」
〔き〕〔と〕〔り〕の文字カードを国王に献上。
「やきとり」で〔や〕の列が完成。王家の札を手に入れた。
出川村金子班「パズルカギ」
迷子の花嫁を連れて教会に到着。「〔ま〕まいご」を手に入れた。そのまま大天才城大広間前に直行。
〔ま〕の文字カードを国王に献上。「ごま」で〔ご〕の列が完成。王家の札を手に入れた。
ワイルドカードミッション
アナウンス「お知らせします魔法のハサミの出番です」
「魔法のハサミ」はあきえ村ニイナ班の剣士、長谷川ニイナが所持している。
和田アキ子の「あの鐘を鳴らすのはあなた」が大天才城城郭に流れ始める。
長谷川ニイナは歌を歌うが何も起きなかった。
大天才城にいた出川村の出川班と金子班はヒントに気づき、足の速い金子班に託し、鐘楼に向う。
あきえ村はあきえ班とニイナ班の全員が鐘楼に向う。
鐘楼の入り口には縄が張られている。あきえ村は「魔法のハサミ」を使って縄を切断。出川村金子班は縄を手で解いた。一番先に頂上の鐘に到着したのはあきえ村の山田陶子であったが、鐘を鳴らすのは「班長」。鐘を鳴らしたのは出川村の金子隼也だった。
出川村金子班はワイルドカードを手に入れた。
国王がパズルカギの文字を思い出した
| パズルカギ | パズルカギ | パズルカギ | パズルカギ | パズルカギ |
| ---------- | ---------- | ---------- | ---------- | ---------- |
| た         | ま         | ご         | や         | き         |
| 未         | す         | ま         | き         | 未         |
| 未         | ず         | ■          | と         | 未         |
| 未         | し         | ■          | り         | 未         |
| ■          | ■          | ■          | ■          | 未         |
| あ出川村   | あ出川村   | あ出川村   | 2枚        | 2枚        |
| あきえ村   | あきえ村   | あきえ村   | 1枚        | 1枚        |
一番上の横の列は「たまごやき」。勇者たちは「〔た〕で始まる4文字」「〔き〕で始まる5文字」の食べ物になるよう、文字カードを探し始める。
あきえ村あきえ班
「たこやき」の完成を狙い。カーペンターの小屋で「〔こ〕こいのぼり」を手に入れた。
出川村出川班
サまよえる人々のロビーで作戦会議。〔け〕をすでに所持しているため「たけのこ」「きつねそば」の完成を狙う。
出川班は偶然、フロアにあった「〔そ〕そろばん」を手に入れた。
あきえ村ニイナ班「ワイルドカードミッション」
注文の多いレストラン「5人のお客様が同時に発する注文を正確に受けろ」
ラーメン、カレーライス、ギョーザ、ステーキ、ナポリタンの5つ料理を聞き分ける。
結果は成功。ワイルドカードを手に入れた。
出川村出川班
〔つ〕〔ね〕〔の〕をナタリー姫のクローゼットで探す。
「〔の〕のり」を手に入れた。
大天才城で100年暮らしている蘇った亡霊「ゾンビモンスター」に襲われ、牢獄へ送られる。
3回目の牢獄でゲームオーバーとなるが、「魔法のアメ」を使用してゲームに復活。
出川村金子班
ハたらき者たちの広場で「〔ば〕ばてい」を手に入れた。
あきえ村ニイナ班
ヤ根裏部屋で「〔や〕やくみ」を手に入れた。
あきえ村「パズルカギ」
〔や〕は「やくみ」ではなく「やくみいれ」。「薬味」は「薬味入れ」の中に入れる香辛料。
不正解のため〔や〕を献上したニイナ班が牢獄に入る。
出川村
「たけのこ」を完成させるため、金子班は出川班にワイルドカードを手渡した。
出川村出川班「パズルカギ」
〔け〕〔の〕、ワイルドカードで〔こ〕を作成して国王に献上。
「たけのこ」で〔た〕の列を完成。王家の札を手に入れた。
出川村金子班
ナタリー姫のクローゼットで「〔ね〕ねまき」を手に入れた。
あきえ村あきえ班「ワイルドカードミッション」
注文の多いレストラン「5人のお客様の希望を全てかなえられるよう料理を並べろ」
| お客様の希望               | 料理         |
| -------------------------- | ------------ |
| 麺が食べたい               | ナポリタン   |
| すし・カレー・ギョウザ以外 | ステーキ     |
| 肉が食べたい               | ギョーザ     |
| 米が食べたい               | すし         |
| 和食と中国料理以外         | カレーライス |
結果は成功。ワイルドカードを手に入れた。
あきえ村ニイナ班
「きびだんご」の完成を目指して、カーペンターの小屋で〔ご〕を探す。
「〔ご〕ごとく」を手に入れた。
レストラン
あきえ村のあきえ班とニイナ班はレストランで合流して作戦会議。
出川村金子班の旅芸人、竹原司が相手にタッチするとカードを1枚横取りできる「魔法の腕輪」を装備した。
竹原司がタッチしたのはあきえ村ニイナ班の黒澤美澪奈。出川村金子班はあきえ村ニイナ班からワイルドカードを横取りした。
あきえ村
あきえ班は〔だ〕を探しにナタリー姫のクローゼットを目指すが道に迷ってしまう。その後、〔だ〕を探す担当をニイナ班と交代。あきえ班の中尾美晴が「魔法のそろばん」を装備して、出川村金子班からワイルドカードを取り戻そうとするが、出川村金子班を見失ってしまう。
出川村「パズルカギ」
ワイルドカードで〔つ〕を作成。〔ね〕〔そ〕〔ば〕の文字カードを国王に献上。
「きつねそば」で〔き〕の列を完成。王家の札を手に入れた。
| パズルカギ | パズルカギ | パズルカギ | パズルカギ | パズルカギ |
| ---------- | ---------- | ---------- | ---------- | ---------- |
| た         | ま         | ご         | や         | き         |
| け         | す         | ま         | き         | つ         |
| の         | ず         | ■          | と         | ね         |
| こ         | し         | ■          | り         | そ         |
| ■          | ■          | ■          | ■          | ば         |
| あ出川村   | あ出川村   | あ出川村   | 4枚        | 4枚        |
| あきえ村   | あきえ村   | あきえ村   | 1枚        | 1枚        |
勇者たちの活躍により、大天才城大広間のパズルカギを解くことに成功。王家の札の枚数は出川村が4枚、あきえ村が1枚。

### STAGE4 決戦!勇者たちよ悪を倒せ
2013年9月5日（木曜）。シリーズ唯一の4日目。番組冒頭3分間を使って完結編を放送。
悪の心に染まったフルサカを成敗するため、真の勇者の力が加わると邪悪な心を正すことのできる「王家のサイコロ」を使っての最終対決。獲得した王家の札（出川村4枚、あきえ村1枚）をサイコロに貼り、サイコロを転がして出た目のチームが真の勇者となる。ただし、何も貼っていない1面が出てしまった場合は両チーム敗北（フルサカの勝利）となる。
結果は出川村の勝利。フルサカの邪悪な心が取り払われ、ナタリー姫を開放。大天才王国に平和が訪れた。勝者の出川村には国王から一流レストラン「ル・ダイテン ディナーご招待券」を賜った。

### 晩餐会
完結編放送直後、3分遅れで開始された「大!木曜LIVE」で生放送。正気に戻ったフルサカが司会。チャンカワイもレポーターとして出演。
晩餐会のテーマは「コンビニ料理で豪華イタリアン」。川越達也が振る舞う料理を生放送で紹介。勝利した出川村（男子チーム）はすべての料理を食べることができる。敗北したあきえ村（女子チーム）は食事中の男子を1日おもてなし、視聴者から支持を得られれば特製ディナーを一口食べることができる。
前菜「魚肉ソーセージのソテー トマトガーリックソース」
あきえ村救済企画「むちゃぶり日本 やばイイヨ!」
制限時間は30秒。100万ヤバイイで豪華ディナー。
| てれび戦士 | お題                                            | ヤバイイ | 合否 |
| ---------- | ----------------------------------------------- | -------- | ---- |
| 延命杏咲実 | プロポーズされた時の顔を5個やって               | 1155661  | 合格 |
| 中尾美晴   | 人間をすごく警戒しているウサギのモノマネをして! | 1185887  | 合格 |
メインディッシュ「チキンときんぴらごぼう タルタルソース風」
あきえ村救済企画「突然!サビ自慢」
| てれび戦士 | 曲名                                     | 合否 |
| ---------- | ---------------------------------------- | ---- |
| 岡田結実   | AKB48「恋するフォーチュンクッキー」      | 失格 |
| 黒澤美澪奈 | 天野春子（小泉今日子）「潮騒のメモリー」 | 失格 |
両者失格によりフルサカが食べる。
デザート「バナナのキャラメルカスタード風味 ホイップクリーム添え」
あきえ村救済企画「鈴木あきえのチアリーディング」
鈴木あきえがプロチアリーダー「TEAM SPARK」とともに「あきえチアーズ」として出川村をおもてなし。「出川モヒカンステキ♥」「出川おなかステキ♥」「出川よくかむステキ♥」のコールとプラカード。
視聴者投票の結果「イイヨ!!」多数であきえ村全員がデザートを食べられることに。